# Boat People

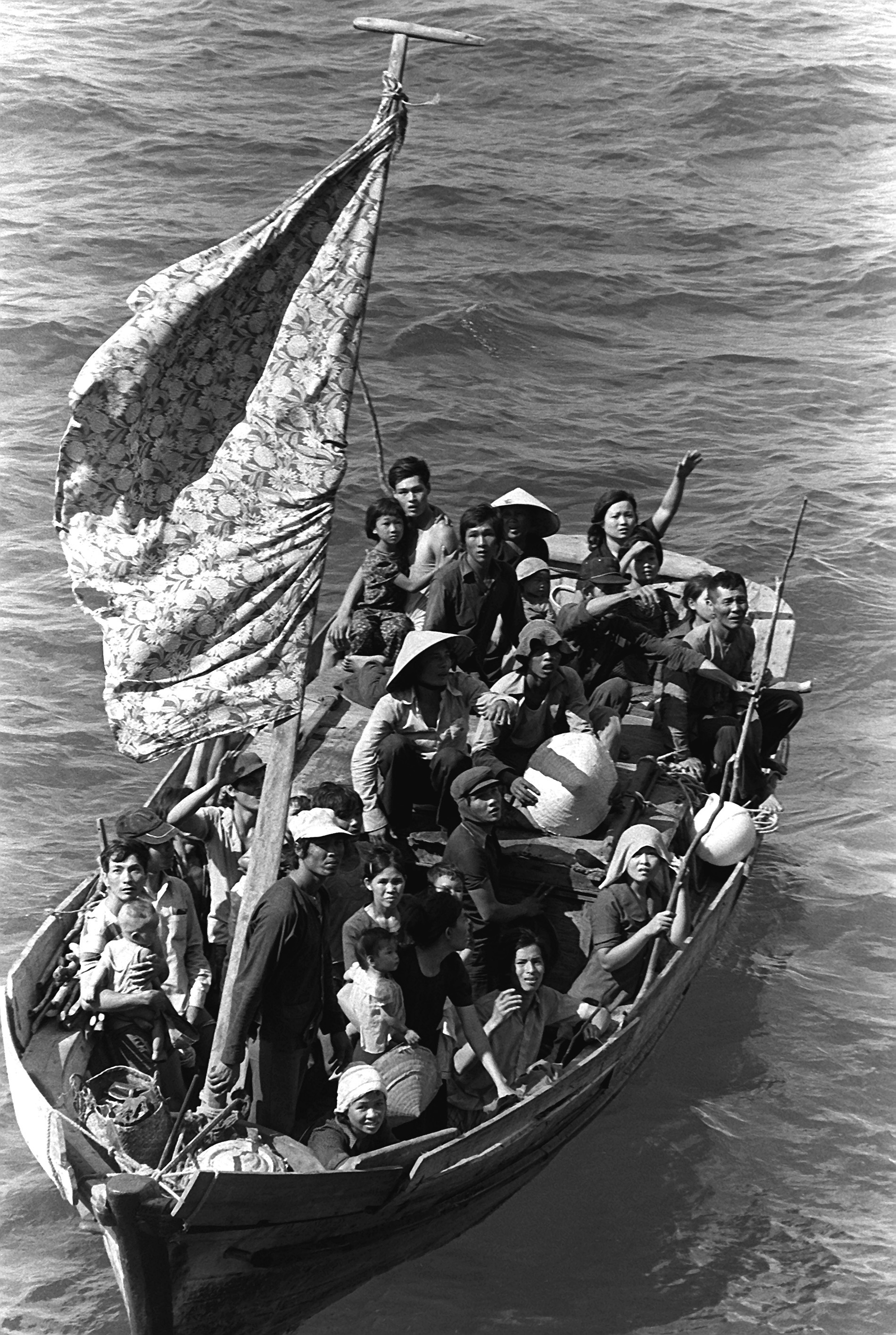
Un grupo de Boat People en espera de ser rescatados del mar, 1984

Se conoce como Boat People (en vietnamita: Thuyền nhân Việt Nam; traducible al español como Gente de los Botes) a una oleada de refugiados que huyeron de Vietnam por mar después de la guerra de Vietnam, especialmente durante 1978 y 1979, pero continuando hasta principios de la década de 1990. El término también se usa a menudo de forma genérica para referirse a todos los vietnamitas (alrededor de 2 millones) que abandonaron su país por cualquier medio entre 1975 y 1995.
En tanto las políticas del gobierno de Vietnam restringían duramente la emigración de sus ciudadanos, muchos vietnamitas descontentos con la represión política del nuevo régimen comunista, o sufriendo la crisis económica tras la devastación de la guerra recién concluida optaron por la emigración clandestina. El hecho que países limítrofes como Camboya y Laos se hallasen gobernados por regímenes pro-vietnamitas, proclives a repatriar refugiados de Vietnam, motivó que los presuntos migrantes vietnamitas debieran viajar por mar hacia otros países del Sudeste Asiático. Los primeros destinos de los botes fueron así Hong Kong (en aquel entonces territorio dependiente británico), Indonesia, Malasia, Filipinas, Singapur y Tailandia.
El número de personas que salieron de Vietnam en embarcaciones y llegaron a salvo a otro país ascendió a casi 800 000 entre 1975 y 1995. Miles de los refugiados no sobrevivieron al viaje, el cual resultaba extremadamente difícil y riesgoso. Usualmente los migrantes eran favorecidos por la negligencia o corrupción de las autoridades vietnamitas para obtener una embarcación precaria y no siempre adecuada para el viaje, pero ya en alta mar enfrentaban el peligro de piratas, botes sobrepoblados, hambre y enfermedades, o tormentas o tifones que causaban incontables naufragios. Los más afortunados sobrevivientes lograban ser rescatados por patrullas navales extranjeras, pero la mayoría se veía obligada a desembarcar bajo su propio riesgo. El Alto Comisionado de las Naciones Unidas para los Refugiados calculó que entre 200 000 y 400 000 vietnamitas murieron durante las travesías.
Las tensiones externas derivadas de la disputa de Vietnam con Camboya y China en 1978 y 1979 provocaron el éxodo de la mayoría del pueblo hoa, de los cuales más de 170 000 huyeron por tierra hacia la provincia china de Guangxi desde el norte y el resto huyó en bote desde el sur. Esta nueva afluencia llevó la cantidad de refugiados en China a alrededor de 200 000. Además, los militares vietnamitas también comenzaron a expulsar a la etnia hoa de Camboya, cuando dicho país fue ocupado militarmente por Vietnam tras la guerra de 1978-1979, lo que provocó que más de 43 000 refugiados, en su mayoría descendientes de los hoa, huyeran por tierra a Tailandia. En 1980, la población de refugiados en China llegó a 260 000.
La combinación de sanciones económicas, el legado de destrucción dejado por la guerra de Vietnam, las políticas del gobierno vietnamita y otros conflictos con los países vecinos provocaron una crisis humanitaria internacional. Los países del sudeste asiático acordaron admitir temporalmente a los refugiados, y el resto del mundo, especialmente los países desarrollados, acordaron asumir la mayor parte de los costos de cuidar a los refugiados y reasentarlos en sus países. No obstante, ya desde 1978 los países del sudeste asiático se mostraron cada vez más reacios a aceptar boat people en sus costas, al no contar con recursos para absorber tan grande cantidad de migrantes extranjeros; esto no detuvo la migración clandestina, que ahora evitaba las embarcaciones de gran tamaño y empleaba botes pequeños más difíciles de detectar aunque más riesgosos para sus pasajeros. Después de negociaciones diplomáticas y una conferencia internacional en 1979, se formaron grandes campamentos de refugiados en Malasia, Filipinas, y Tailandia, sostenidos por la ONU.
Desde los campamentos de refugiados en el sudeste asiático, la gran mayoría de los balseros fueron reasentados en países desarrollados, principalmente en Estados Unidos, Australia, Canadá, Francia, Alemania y Reino Unido,  dando preferencia a familias o individuos con instrucción o habilidades, y atendiendo a que la mayoría de los migrantes podían calificar como "refugiados políticos" sujetos a represión en Vietnam; el flujo de boat people empezó a reducirse hasta mediados de la década de 1980. 
No obstante, desde 1987 se reactivó el flujo de boat people tras años de crisis económica en Vietnam. Esta vez la recepción en países del Sudeste Asiático fue nuevamente hostil y los campos de refugiados devinieron en prisiones de facto, con los gobiernos de la región negándose ahora por la fuerza a recibir más vietnamitas. Ante tal resistencia, y tras la negativa en 1988 de países europeos y Estados Unidos a reasentar esta nueva oleada, la ONU debió admitir que varias decenas de miles de refugiados vietnamitas fueran repatriados a Vietnam voluntaria o involuntariamente, al no poder acreditar su condición de "refugiados políticos", situación que continuó hasta inicios de la década de 1990.
Algunos monumentos y memoriales fueron construidos para honrar a los Boat People.